# Bryne Fotballklubb 2005
Questa voce raccoglie le informazioni riguardanti il Bryne Fotballklubb nelle competizioni ufficiali della stagione 2005.

## Stagione
Il Bryne, guidato per la stagione 2005 da Hans Olav Frette, ha chiuso il campionato al 5º posto finale. L'avventura nel Norgesmesterskapet è terminata al quarto turno, con l'eliminazione subita per mano dell'HamKam. Roger Eskeland, Espen Hægeland e Bjørn Yngvar Kydland sono stati i calciatori maggiormente utilizzati in questa annata, a quota 34 presenze tra tutte le competizioni. Lo stesso Hægeland e Paul Oyuga sono stati invece i migliori marcatori, a quota 13 reti tra campionato e coppa.

## Maglie e sponsor
Lo sponsor tecnico per la stagione 2005 è stato Umbro, mentre Kverneland Group è stato lo sponsor ufficiale. La divisa casalinga era composta da una maglietta rossa con maniche bianche, pantaloncini e calzettoni bianchi.
| Casa | Trasferta |

## Rosa
| N. |                     | Ruolo | Calciatore         |
| -- | ------------------- | ----- | ------------------ |
| 1  | Norvegia (bandiera) | P     | Roger Eskeland     |
| 2  | Norvegia (bandiera) | D     | Jørn Hagen         |
| 3  | Norvegia (bandiera) | D     | Ronny Espedal      |
| 4  | Norvegia (bandiera) | D     | Knut Sirevåg       |
| 5  | Norvegia (bandiera) | C     | Bjørn Erik Taksdal |
| 6  | Norvegia (bandiera) | D     | Inge Nilsen        |
| 7  | Norvegia (bandiera) | C     | Asle Andersen      |
| 8  | Norvegia (bandiera) | C     | Jarle Mong         |
| 9  | Norvegia (bandiera) | A     | Torger Motland     |
| 9  | Norvegia (bandiera) | A     | Espen Sola         |
| 9  | Norvegia (bandiera) | D     | Jesper Mathisen    |
| 10 | Norvegia (bandiera) | C     | Thomas Sandal      |
| 11 | Norvegia (bandiera) | C     | Tommy Bergersen    |

| N. |                     | Ruolo | Calciatore              |
| -- | ------------------- | ----- | ----------------------- |
| 12 | Norvegia (bandiera) | P     | Karl Fredrik Røsland    |
| 14 | Norvegia (bandiera) | D     | Magnus Ueland           |
| 15 | Norvegia (bandiera) | C     | Espen Hægeland          |
| 16 | Norvegia (bandiera) | C     | Kai Ove Stokkeland      |
| 17 | Norvegia (bandiera) | C     | Bjørn Yngvar Kydland    |
| 18 | Norvegia (bandiera) | C     | Henning Rugland         |
| 18 | Norvegia (bandiera) | A     | Johnny-Mikael Gallefoss |
| 19 | Norvegia (bandiera) | A     | Vidar Nisja             |
| 20 | Norvegia (bandiera) | C     | André Danielsen         |
| 21 | Estonia (bandiera)  | D     | Marek Lemsalu           |
| 22 | Kenya (bandiera)    | A     | Paul Oyuga              |
| 23 | Kenya (bandiera)    | A     | Bonaventure Maruti      |
| 25 | Norvegia (bandiera) | A     | Tommy Høiland           |

## Calciomercato

### Sessione invernale
| Arrivi           | Arrivi             | Arrivi  | Arrivi        |
| R.               | Nome               | da      | Modalità      |
| ---------------- | ------------------ | ------- | ------------- |
| A                | Bonaventure Maruti |         | svincolato    |
| Altre operazioni |                    |         |               |
| R.               | Nome               | da      | Modalità      |
| P                | Kenneth Høie       | Sogndal | fine prestito |

| Partenze | Partenze     | Partenze | Partenze   |
| R.       | Nome         | a        | Modalità   |
| -------- | ------------ | -------- | ---------- |
| P        | Kenneth Høie | Start    | definitivo |
| D        | Einar Braut  |          | svincolato |

### Sessione estiva
| Arrivi | Arrivi          | Arrivi        | Arrivi     |
| R.     | Nome            | da            | Modalità   |
| ------ | --------------- | ------------- | ---------- |
| D      | Jesper Mathisen | Start         | prestito   |
| C      | Tommy Bergersen | GIF Sundsvall | definitivo |
| C      | André Danielsen | Viking        | prestito   |
| A      | Torger Motland  | Viking        | prestito   |

| Partenze | Partenze        | Partenze | Partenze      |
| R.       | Nome            | a        | Modalità      |
| -------- | --------------- | -------- | ------------- |
| D        | Jesper Mathisen | Start    | fine prestito |

## Risultati

### 1. divisjon

#### Girone di andata
| Arbitro: | Alapnes |

|                             |           |                                |
| Gunnarsson 24’ Nannskog 89’ | Marcatori | 15’ Hægeland 50’ (rig.) Sandal |

| Arbitro: | Hagen (Grue) |

|                            |           |                  |
| Kydland 39’, 79’ Nisja 68’ | Marcatori | 31’ Torvik Tønne |

| Arbitro: | Høgberg |

|                |           |             |
| Fredriksen 65’ | Marcatori | 62’ Lemsalu |

| Arbitro: | Hafsås (Trondheim) |

|                                    |           |             |
| Sandal 42’ (rig.) Oyuga 65’ (rig.) | Marcatori | 47’ Sandvik |

| Arbitro: | Høgberg |

|                     |           |                                           |
| Ahmed 14’ Swift 51’ | Marcatori | 24’ Kydland 52’ Hægeland 75’ (rig.) Oyuga |

| Arbitro: | Høgberg |

|                                                     |           |  |
| Oyuga 7’ Andersen 42’ Kydland 49’, 79’ Hægeland 88’ | Marcatori |  |

| Arbitro: | Jakobsen |

|            |           |             |
| Tollås 72’ | Marcatori | 37’ Espedal |

| Arbitro: | Sælen (Bergen) |

|                                    |           |               |
| Nisja 18’ Andersen 29’ Kydland 80’ | Marcatori | 67’ Fagnastøl |

| Arbitro: | Helgerud (Lier) |

|  |           |                             |
|  | Marcatori | 27’ Andersen 83’ Stokkeland |

| Arbitro: | Hagen (Grue) |

|                                               |           |                |
| Hægeland 2’, 19’ Espedal 16’, 79’ Kydland 47’ | Marcatori | 68’ Abdellaoue |

| Arbitro: | Edvartsen (Hamar) |

|             |           |                        |
| Ødegaard 8’ | Marcatori | 29’ Hægeland 73’ Hagen |

| Arbitro: | Jakobsen |

|                                    |           |  |
| Hægeland 10’, 45’, 60’ Kydland 34’ | Marcatori |  |

| Arbitro: | Johnsen (Tønsberg) |

|          |           |           |
| Dale 80’ | Marcatori | 25’ Oyuga |

| Arbitro: | Alseth (Stjørdal) |

|                                          |           |  |
| Birkeland 5’ Strand 19’, 65’ Enckell 76’ | Marcatori |  |

| Arbitro: | Kamben |

|                               |           |                           |
| Ellefsen 12’ (aut.) Oyuga 70’ | Marcatori | 5’ Tronseth 45’ F. Lafton |

#### Girone di ritorno
| Arbitro: | Johnsen (Tønsberg) |

|  |           |              |
|  | Marcatori | 37’ Nannskog |

| Arbitro: | Gravdal |

|  |           |                           |
|  | Marcatori | 25’, 60’ Oyuga 66’ Sandal |

| Arbitro: | Helgerud (Lier) |

|  |           |                  |
|  | Marcatori | 81’, 87’ Nystrøm |

| Arbitro: | Hagen (Grue) |

|                       |           |           |
| Sørum 61’ Finstad 83’ | Marcatori | 43’ Nisja |

| Arbitro: | Lindahl |

|                              |           |  |
| Oyuga 68’ (rig.) Høiland 90’ | Marcatori |  |

| Arbitro: | Johnsen (Tønsberg) |

|  |           |                                               |
|  | Marcatori | 17’ (rig.), 54’ Oyuga 40’ Nilsen 56’ Hægeland |

| Arbitro: | Gravdal |

|  |           |          |
|  | Marcatori | 75’ Enge |

| Arbitro: | Hafsås (Trondheim) |

|               |           |            |
| Fagnastøl 65’ | Marcatori | 57’ Nilsen |

| Arbitro: | Olsen (Kristiansand) |

|                                     |           |            |
| Bergersen 25’ Lemsalu 43’ Nisja 80’ | Marcatori | 24’ Kalsæg |

| Oslo 25 settembre 2005, ore 16:00 25ª giornata | Skeid  | 0 – 0 referto | Bryne | Nordre Åsen Kunstgress (581 spett.)\| Arbitro: \| Kamben \| |
| Arbitro:                                       | Kamben |               |       |                                                             |

| Arbitro: | Edvartsen (Hamar) |

|              |           |                                        |
| Hægeland 55’ | Marcatori | 43’, 45’ Tegström 70’ Tuelo Johannesen |

| Arbitro: | Helgerud (Lier) |

|                           |           |  |
| Gjerde Aga 43’ Mjelde 54’ | Marcatori |  |

| Arbitro: | Høgberg |

|                            |           |  |
| Lemsalu 41’, 71’ Oyuga 64’ | Marcatori |  |

| Arbitro: | Vik |

|          |           |             |
| Oyuga 1’ | Marcatori | 17’ Enckell |

| Arbitro: | Sandmoen (Kjelsås) |

|            |           |  |
| Øverby 90’ | Marcatori |  |

### Norgesmesterskapet
| Voss 11 maggio 2005, ore 15:00 Primo turno                | Voss      | 0 – 2 referto           | Bryne | Prestegardsmoen |
| \| \| \| \| \| \| Marcatori \| 4’ Hægeland 70’ Espedal \| |           |                         |       |                 |
|                                                           |           |                         |       |                 |
|                                                           | Marcatori | 4’ Hægeland 70’ Espedal |       |                 |

| Bryne 18 maggio 2005, ore 18:00 Secondo turno                                    | Bryne     | 4 – 0 referto | Sandnes Ulf | Bryne Stadion |
| \| \| \| \| \| Hagen 15’ Oyuga 33’ (rig.) Mong 50’ Maruti 51’ \| Marcatori \| \| |           |               |             |               |
|                                                                                  |           |               |             |               |
| Hagen 15’ Oyuga 33’ (rig.) Mong 50’ Maruti 51’                                   | Marcatori |               |             |               |

| Bryne 15 giugno 2005, ore 18:00 Terzo turno                                                                             | Bryne     | 5 – 1 referto    | Tønsberg | Bryne Stadion (952 spett.) |
| \| \| \| \| \| Nisja 22’ Hægeland 24’ Stokkeland 34’ Kydland 43’ Sirevåg 52’ (rig.) \| Marcatori \| 38’ Nikodemussen \| |           |                  |          |                            |
| |           |                  |          |                            |
| Nisja 22’ Hægeland 24’ Stokkeland 34’ Kydland 43’ Sirevåg 52’ (rig.)                                                    | Marcatori | 38’ Nikodemussen |          |                            |

| Arbitro: | Alseth (Stjørdal) |

|                  |           |  |
| Frigård 50’, 61’ | Marcatori |  |

## Statistiche

### Statistiche di squadra
| Competizione       | Punti | In casa | In casa | In casa | In casa | In casa | In casa | In trasferta | In trasferta | In trasferta | In trasferta | In trasferta | In trasferta | Totale | Totale | Totale | Totale | Totale | Totale | DR  |
| Competizione       | Punti | G       | V       | N       | P       | Gf      | Gs      | G            | V            | N            | P            | Gf           | Gs           | G      | V      | N      | P      | Gf     | Gs     | DR  |
| ------------------ | ----- | ------- | ------- | ------- | ------- | ------- | ------- | ------------ | ------------ | ------------ | ------------ | ------------ | ------------ | ------ | ------ | ------ | ------ | ------ | ------ | --- |
| 1. divisjon        | 50    | 15      | 9       | 2       | 4       | 34      | 15      | 15           | 5            | 6            | 4            | 21           | 18           | 30     | 14     | 8      | 8      | 55     | 33     | +22 |
| Norgesmesterskapet | -     | 2       | 2       | 0       | 0       | 9       | 1       | 2            | 1            | 0            | 1            | 2            | 2            | 4      | 3      | 0      | 1      | 11     | 3      | +8  |
| Totale             | -     | 17      | 11      | 2       | 4       | 43      | 16      | 17           | 6            | 6            | 5            | 23           | 20           | 34     | 17     | 8      | 9      | 66     | 36     | +30 |

### Andamento in campionato
| Giornata  | 1 | 2 | 3 | 4 | 5 | 6 | 7 | 8 | 9 | 10 | 11 | 12 | 13 | 14 | 15 | 16 | 17 | 18 | 19 | 20 | 21 | 22 | 23 | 24 | 25 | 26 | 27 | 28 | 29 | 30 |
| --------- | - | - | - | - | - | - | - | - | - | -- | -- | -- | -- | -- | -- | -- | -- | -- | -- | -- | -- | -- | -- | -- | -- | -- | -- | -- | -- | -- |
| Luogo     | T | C | T | C | T | C | T | C | T | C  | T  | C  | T  | T  | C  | C  | T  | C  | T  | C  | T  | C  | T  | C  | T  | C  | T  | C  | C  | T  |
| Risultato | N | V | N | V | V | V | N | V | V | V  | V  | V  | N  | P  | N  | P  | V  | P  | P  | V  | V  | P  | N  | V  | N  | P  | P  | V  | N  | P  |
| Posizione | 6 | 2 | 4 | 2 | 2 | 1 | 3 | 3 | 3 | 2  | 1  | 1  | 1  | 3  | 3  | 3  | 3  | 3  | 3  | 3  | 3  | 3  | 4  | 4  | 4  | 6  | 6  | 6  | 5  | 5  |

Fonte:  OBOS-ligaen 2005, su altomfotball.no, Altomfotball.
Legenda:

Luogo: C = Casa; T = Trasferta. Risultato: V = Vittoria; N = Pareggio; P = Sconfitta.

### Statistiche dei giocatori
| Giocatore     | 1. divisjon | 1. divisjon | 1. divisjon | 1. divisjon | Norgesmesterskapet | Norgesmesterskapet | Norgesmesterskapet | Norgesmesterskapet | Coppe europee | Coppe europee | Coppe europee | Coppe europee | Altre coppe | Altre coppe | Altre coppe | Altre coppe | Totale   | Totale | Totale      | Totale     |
| Giocatore     | Presenze    | Reti        | Ammonizioni | Espulsioni  | Presenze           | Reti               | Ammonizioni        | Espulsioni         | Presenze      | Reti          | Ammonizioni   | Espulsioni    | Presenze    | Reti        | Ammonizioni | Espulsioni  | Presenze | Reti   | Ammonizioni | Espulsioni |
| ------------- | ----------- | ----------- | ----------- | ----------- | ------------------ | ------------------ | ------------------ | ------------------ | ------------- | ------------- | ------------- | ------------- | ----------- | ----------- | ----------- | ----------- | -------- | ------ | ----------- | ---------- |
| A. Andersen   | 21          | 3           | 2           | 0           | 2                  | 0                  | 0                  | 0                  |               |               |               |               |             |             |             |             | 23       | 3      | 2           | 0          |
| T. Bergersen  | 7           | 1           | 2           | 0           | -                  | -                  | -                  | -                  |               |               |               |               |             |             |             |             | 7        | 1      | 2           | 0          |
| A. Danielsen  | 14          | 0           | 1           | 1           | -                  | -                  | -                  | -                  |               |               |               |               |             |             |             |             | 14       | 0      | 1           | 1          |
| R. Eskeland   | 30          | -32         | 0           | 1           | 4                  | -3                 | 0                  | 0                  |               |               |               |               |             |             |             |             | 34       | -35    | 0           | 1          |
| R. Espedal    | 24          | 3           | 2           | 0           | 2                  | 1                  | 0                  | 0                  |               |               |               |               |             |             |             |             | 26       | 4      | 2           | 0          |
| J. Gallefoss  | 1           | 0           | 0           | 0           | 2                  | 0                  | 0                  | 0                  |               |               |               |               |             |             |             |             | 3        | 0      | 0           | 0          |
| E. Hægeland   | 30          | 11          | 3           | 0           | 4                  | 2                  | 0                  | 0                  |               |               |               |               |             |             |             |             | 34       | 13     | 3           | 0          |
| J. Hagen      | 21          | 1           | 4           | 0           | 3                  | 1                  | 0                  | 0                  |               |               |               |               |             |             |             |             | 24       | 2      | 4           | 0          |
| T. Høiland    | 1           | 1           | 0           | 0           | 0                  | 0                  | 0                  | 0                  |               |               |               |               |             |             |             |             | 1        | 1      | 0           | 0          |
| B. Kydland    | 30          | 8           | 0           | 0           | 4                  | 1                  | 1                  | 0                  |               |               |               |               |             |             |             |             | 34       | 9      | 1           | 0          |
| M. Lemsalu    | 29          | 4           | 0           | 0           | 4                  | 0                  | 0                  | 0                  |               |               |               |               |             |             |             |             | 33       | 4      | 0           | 0          |
| B. Maruti     | 14          | 0           | 2           | 0           | 4                  | 1                  | 0                  | 0                  |               |               |               |               |             |             |             |             | 18       | 1      | 2           | 0          |
| J. Mathisen   | 2           | 0           | 0           | 0           | -                  | -                  | -                  | -                  |               |               |               |               |             |             |             |             | 2        | 0      | 0           | 0          |
| J. Mong       | 9           | 0           | 1           | 0           | 3                  | 1                  | 0                  | 0                  |               |               |               |               |             |             |             |             | 12       | 1      | 1           | 0          |
| T. Motland    | 4           | 0           | 0           | 0           | -                  | -                  | -                  | -                  |               |               |               |               |             |             |             |             | 4        | 0      | 0           | 0          |
| I. Nilsen     | 19          | 2           | 0           | 0           | 2                  | 0                  | 1                  | 0                  |               |               |               |               |             |             |             |             | 21       | 2      | 1           | 0          |
| V. Nisja      | 26          | 4           | 4           | 0           | 3                  | 1                  | 0                  | 0                  |               |               |               |               |             |             |             |             | 29       | 5      | 4           | 0          |
| P. Oyuga      | 27          | 12          | 5           | 0           | 3                  | 1                  | 0                  | 0                  |               |               |               |               |             |             |             |             | 30       | 13     | 5           | 0          |
| K. Røsland    | 1           | -1          | 0           | 0           | 0                  | -0                 | 0                  | 0                  |               |               |               |               |             |             |             |             | 1        | -1     | 0           | 0          |
| H. Rugland    | 3           | 0           | 1           | 0           | -                  | -                  | -                  | -                  |               |               |               |               |             |             |             |             | 3        | 0      | 1           | 0          |
| T. Sandal     | 20          | 3           | 2           | 0           | 1                  | 0                  | 0                  | 0                  |               |               |               |               |             |             |             |             | 21       | 3      | 2           | 0          |
| K. Sirevåg    | 26          | 0           | 3           | 0           | 3                  | 1                  | 0                  | 0                  |               |               |               |               |             |             |             |             | 29       | 1      | 3           | 0          |
| E. Sola       | 4           | 0           | 0           | 0           | 3                  | 0                  | 0                  | 0                  |               |               |               |               |             |             |             |             | 7        | 0      | 0           | 0          |
| K. Stokkeland | 23          | 1           | 3           | 0           | 2                  | 1                  | 0                  | 0                  |               |               |               |               |             |             |             |             | 25       | 2      | 3           | 0          |
| B. Taksdal    | 5           | 0           | 0           | 0           | 4                  | 0                  | 0                  | 0                  |               |               |               |               |             |             |             |             | 9        | 0      | 0           | 0          |
| M. Ueland     | 6           | 0           | 0           | 0           | 2                  | 0                  | 0                  | 0                  |               |               |               |               |             |             |             |             | 8        | 0      | 0           | 0          |